# Ted Simonett
Ted Simonett (Toronto, 1º luglio 1953) è un attore canadese.

## Biografia
Simonett, o meglio the Canadian Tire Guy, è maggiormente conosciuto per aver lavorato in diversi spot commerciali televisivi.
È nato a Toronto e ha vissuto a Kingston, dove ha frequentato il Loyalist Collegiate and Vocational Institute, quindi la Queen's University. Ha inoltre lavorato in Gran Bretagna, attivo principalmente in film, programmi televisivi e in teatro. Nel 1997 è diventato il portavoce della Canadian Tire Corporation.

## Filmografia

### Cinema
- Le due verità (1999)
- Forever Mine (1999)
- The Marriage Fool (1998) (TV)
- Blackjack (1998) (TV)
- The Fixer (1998) (TV)
- Short for Nothing (1998)
- Night of the Twisters (1996) (TV)
- Woman on the Run: The Lawrencia Bembenek Story (1993) (TV)
- Broken (1992)
- Sorry, Wrong Number (1989) (TV)
- 4 pazzi in libertà (1989)
- Glory!Glory! (1989) (TV)
- Switching Channels (1988)
- Scuola di polizia 4 - Cittadini in... guardia (Police Academy 4: Citizens on Patrol) (1987)
- I'll Take Manhattan (1987)
- Prescription for Murder (1987) (TV)

### Televisione
- Angela's Eyes – serie TV, 1 episodio (2006)
- Poltergeist – serie TV, 1 episodio (1997)
- Ai confini della realtà (The Twilight Zone) – serie TV, 1 episodio (1988)
- Capitan Power – serie TV, 1 episodio (1987)
- L'amico Gipsy (The Littlest Hobo) – serie TV, 2 episodi (1981-1982)

## Curiosità
- È stato assunto dalla Canadian Tire con un contratto che gli ha impedito di partecipare ad altri colloqui.